# ダリオ・アモデイ
ダリオ・アモデイ（1983年 - ）は、イタリア系アメリカ人の人工知能研究者であり起業家。
大規模言語モデルのClaude AIを開発する企業Anthropicの共同創設者であり、CEOを務めている。OpenAIの元研究担当副社長であった。

## 教育
カリフォルニア工科大学で学部課程を開始し、トム・トンブレロの物理学科11年生の一人としてトンブレロと研究を行った。その後、スタンフォード大学に転校し、物理学の学士号を取得した。プリンストン大学で物理学の博士号も取得し、神経回路の電気生理学の研究を行った。スタンフォード大学医学部の博士研究員だった。

## 来歴
2014年11月から2015年10月までBaiduで働いていた。その後、Googleへ転職。2016年、OpenAIに入社。
2021年、ダリオ・アモデイと妹のダニエラ・アモデイは、OpenAIの他の元メンバーとともにAnthropicを設立した。アモデイ兄妹は、2019年にマイクロソフトとOpenAIが行った事業に関する方向性の違いによりOpenAIを去った人々の二人だった。
2023年7月、米国上院司法委員会に対し、兵器の開発と管理にAIがもたらすリスクなど、AIの危険性について警告した。
2023年9月、アモデイ兄妹はTIME誌の「AI分野で最も影響力のある100人」（TIME 100 AI）に選出された。